# سابا هيل
سابا هيل (بالمجرية: Hell Csaba)‏ هو متسابق دراجات نارية مجري، ولد في 20 مايو 1970.